# Oddział zaporowy (wojska inżynieryjne)
Oddział zaporowy – element ugrupowania bojowego tworzony z wojsk inżynieryjnych wyposażony w środki do wykonywania różnego rodzaju zapór na przewidywanych kierunkach przeciwuderzeń (kontrataków) czołgów nieprzyjaciela, osłony skrzydeł i styków wojsk oraz umacniania opanowanych w toku operacji ważnych obiektów i rubieży.

## Charakterystyka
OZap może wykonywać swoje zadania we współdziałaniu z odwodem przeciwpancernym lub samodzielnie. Może występować w sile od plutonu do batalionu. Wyposażony w środki do minowania i materiały wybuchowe. Typowy OZ dokonuje minowania za pomocą ustawiaczy min albo przystosowanych do tego celu samochodów terenowych z pochylniami; niekiedy minuje teren przy pomocy śmigłowców.
Użycie oddziału zaporowego brygady zmechanizowanej (dane z 2014)  na jednej  rubieży minowania przy jednostce minowania 450 min i długość pola minowego – 0,6 km może powstrzymać natarcie kompanii przeciwnika na poziomie 70–80% jej ugrupowania bojowego. Przy polu minowym o gęstość 750 min/km przyjmuje się, że zostanie zniszczonych około 6–7 wozów bojowych.